# Leo Korn
Leo Korn (* 19. August 1958 in Innsbruck; † 30. November 2008 ebenda) war ein österreichischer Sänger.

## Leben
Im Alter von 6 Jahren erlernte er die Violine am Konservatorium in Innsbruck, ein Angebot des Pianisten Rudolf Buchbinder zu den Wiener Sängerknaben wurde von Korns Vater abgelehnt. Er erlernte den kaufmännischen Beruf des Musikalienhändlers und spielte nebenberuflich bei Festen und Events. 1976 gewann er einen internationalen Talentwettbewerb von Polygram in Seefeld mit dem Titel Heiß wie die Sonne. Danach wurde Leo Korn Berufsmusiker und begann ein Fernstudium der Mess- und Regeltechnik. Seine Bühnentätigkeit als Leadsänger und Gitarrist begann 1972, er gründete die Band Speed limit. 1980 erfolgte eine Plattenaufnahme mit der Gruppe Nightlights bei Koch Records in Lienz, der aufgenommene Titel hieß Crystal Eyes. 1987 gründete Korn die Gruppe Curacao und veröffentlichte die Singles Time Up For Love und Yiasou.
Korn war auch als Produzent tätig. Er arbeitete mit Steve Young, Semino Rossi, Sabina Kent (Opernsängerin), Ingo Rotter (ORF-Moderator), Sandra Cruise, Mariko und Tyrol Express zusammen und produzierte für EMI, BMG Ariola, Koch International, Vm Records. Er produzierte Werbemusik für das DEZ Einkaufszentrum und die Tiroler Sparkasse. Das mit Semino Rossi produzierte Album Du mein Gefühl erreichte in Österreich Goldstatus.
Korn absolvierte Tourneen durch Europa, Spanien, Schweden, Schweiz, Italien, Belgien, Niederlande und Deutschland. Er trat mit Jackie Jackson, dem Bruder von Michael Jackson, und Milli Vanilli auf.
Es entstanden in der Folge Ende der 1980er Jahre zwei Alben mit Curacao (You und 2nd album), in den 1990er Jahren drei CD-Alben als Solointerpret.
- Single-CDs mit Curacao: yiasou, you, time up for love, love is pain
- Solo-Singles: Schwarze Madonna l’amore, Wandee my love goodbye, Hello, Heute Nacht (Duett mit Sabina Kent für BMG Ariola)

Er produzierte auch volkstümliche Gruppen wie das Marianka Sextett, Tiroler Bergzigeuner, Wildschönauer Spatzen, Völser Sängerrunde, Alpen Yuppies, Diamanten Quintett und Trio Tyrol. Beim Tyrol Express und den Tiroler Spatzen trat er auch als Leadsänger und Bassist in Erscheinung. Ferner produzierte er die Musik eines Kabaretts des bekannten Kabarettisten Otto Grünmandl.
Weitere Tätigkeiten und Auftritte, z. B. als Produzent von 3 Musicals des Landesjugendtheaters Innsbruck, zahlreiche Fernsehsendungen, wie Schulschluss open air in Saarbrücken, im Musikantenstadl, den lustigen Musikanten, Schlagerkarusell, Wurlitzer, beim Frühstücksfernsehen, checkpoint live, xlarge, Licht ins Dunkel folgten.
Als Komponist zeichnete er für Titel wie Ich bin ein Musikant oder Wandee my love goodbye verantwortlich. Bereits im jungen Alter von 19 hatte er eine gescheiterte Ehe hinter sich. Seine Tochter aus zweiter Ehe Marion Korn ist als Sängerin tätig.
Am 30. November 2008 verstarb Leo Korn überraschend in seinem Wohnort.